# This Is Where Life Is
This Is Where Life Is är ett musikalbum av Moneybrother som släpptes 2012 på skivbolaget Motor Music Records.

## Låtlista
1. "Each the Others World Entire"
2. "Dancing to Keep from Crying"
3. "Jealousy"
4. "Unbelievably Good"
5. "Start a Fire"
6. "Nervous Reaction"
7. "Bombarded in Rio"
8. "I Got a Power of My Own"
9. "I Can Shake It"
10. "In the Nighttime"

## Listplaceringar
| Lista (2012) | Topplacering |
| ------------ | ------------ |
| Sverige      | 17           |

### Fotnoter
1. ↑  ”This Is Where Life Is”. Discogs.com. http://www.discogs.com/Moneybrother-This-Is-Where-Life-Is/release/3893224. Läst 19 december 2012.
2. ↑  Listplacering